# 无锡科技创业园
31°32′30″N 120°21′24″E / 31.54172°N 120.35660°E

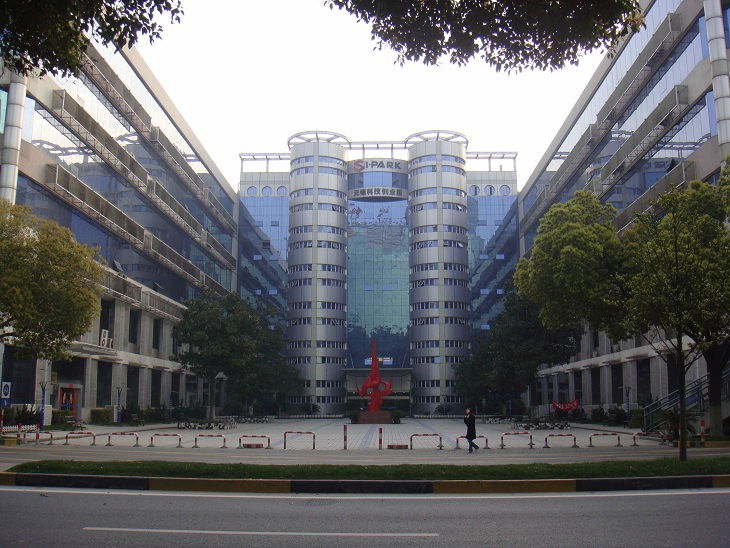
无锡科技创业园

无锡科技创业园、原称无锡新区科技创业园，是位于中华人民共和国江苏省无锡市新吴区的一个工业园。位于友谊林公园北侧、东方银座南侧。

## 沿革
无锡科技创业园建筑面积4.3万平方米。1998年8月28日，无锡新区科技创业园正式建成开园，聘任许居衍院士为顾问。1999年经无锡市人民政府批准，当地政府在原新区科技创业园基础上建成无锡科技创业园，由一中心六园组成（无锡市高新技术创业服务中心、无锡软件园、留学人员创业园、院士实验园、产学研示范园、生态环保园、农业高新技术示范园）。同年11月28日正式揭牌，至同年底有30个科技型企业入园。